# Бархем
Бархем (нід. Barchem) — село в нідерландській провінції Гелдерланд. Входить до муніципалітету Лохем.
Його площа становить 25,66км², а населення станом на 2021 рік складало 1 750 осіб.
Перша згадка про населений пункт датується 1474 роком.

## Галерея

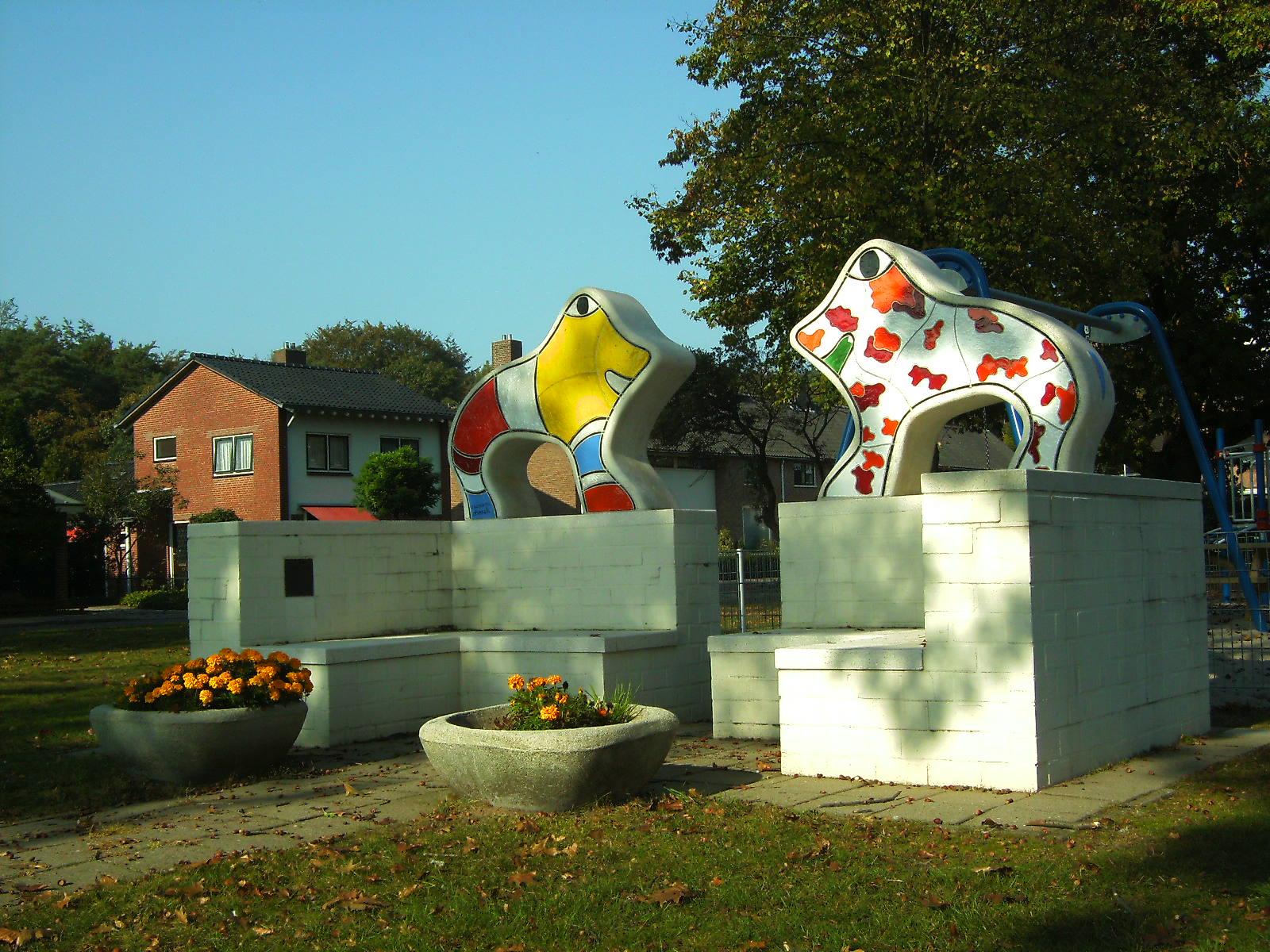
Арт-об'єкт у Бархемі
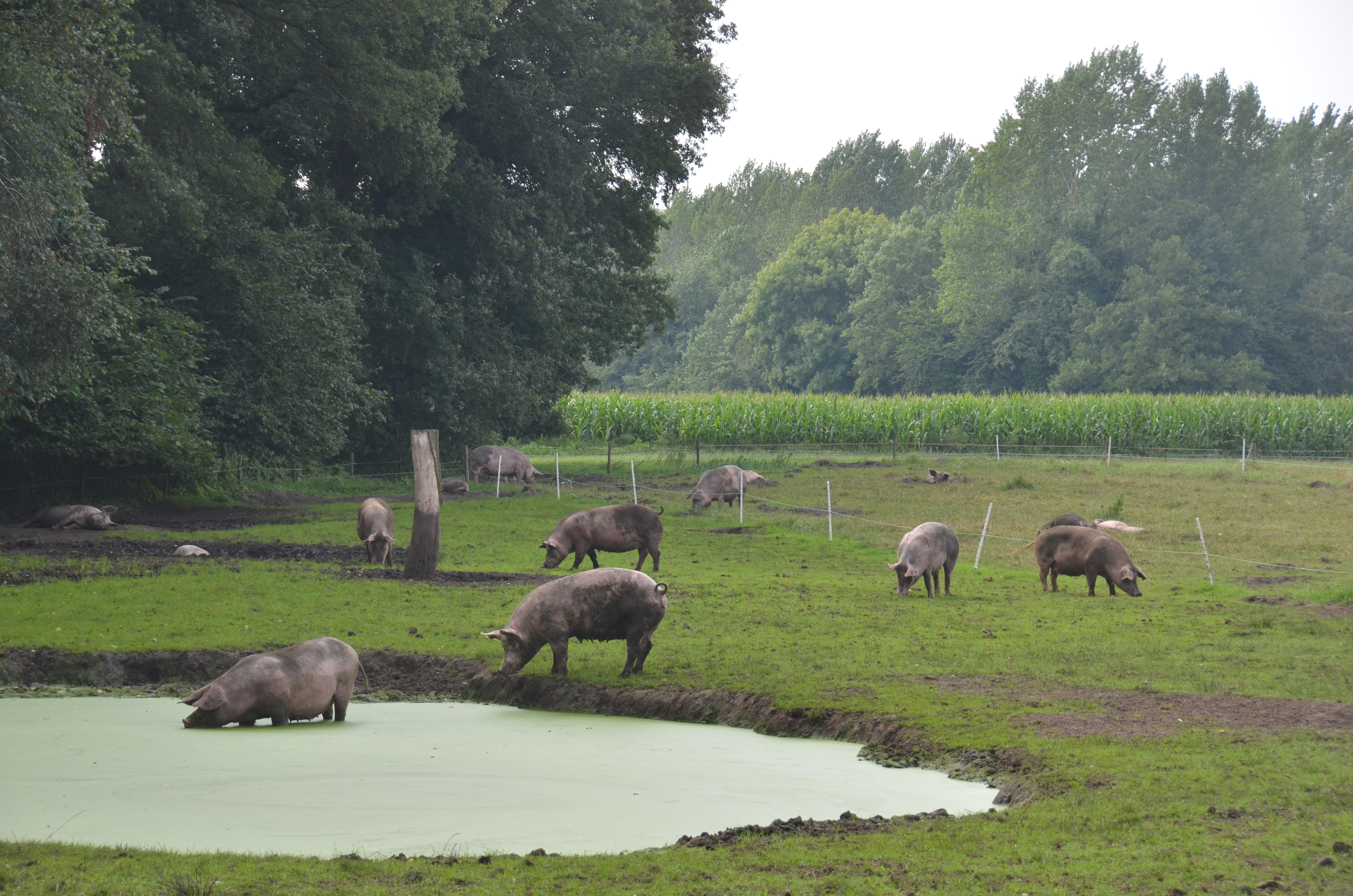
Випас свиней у Бархемі
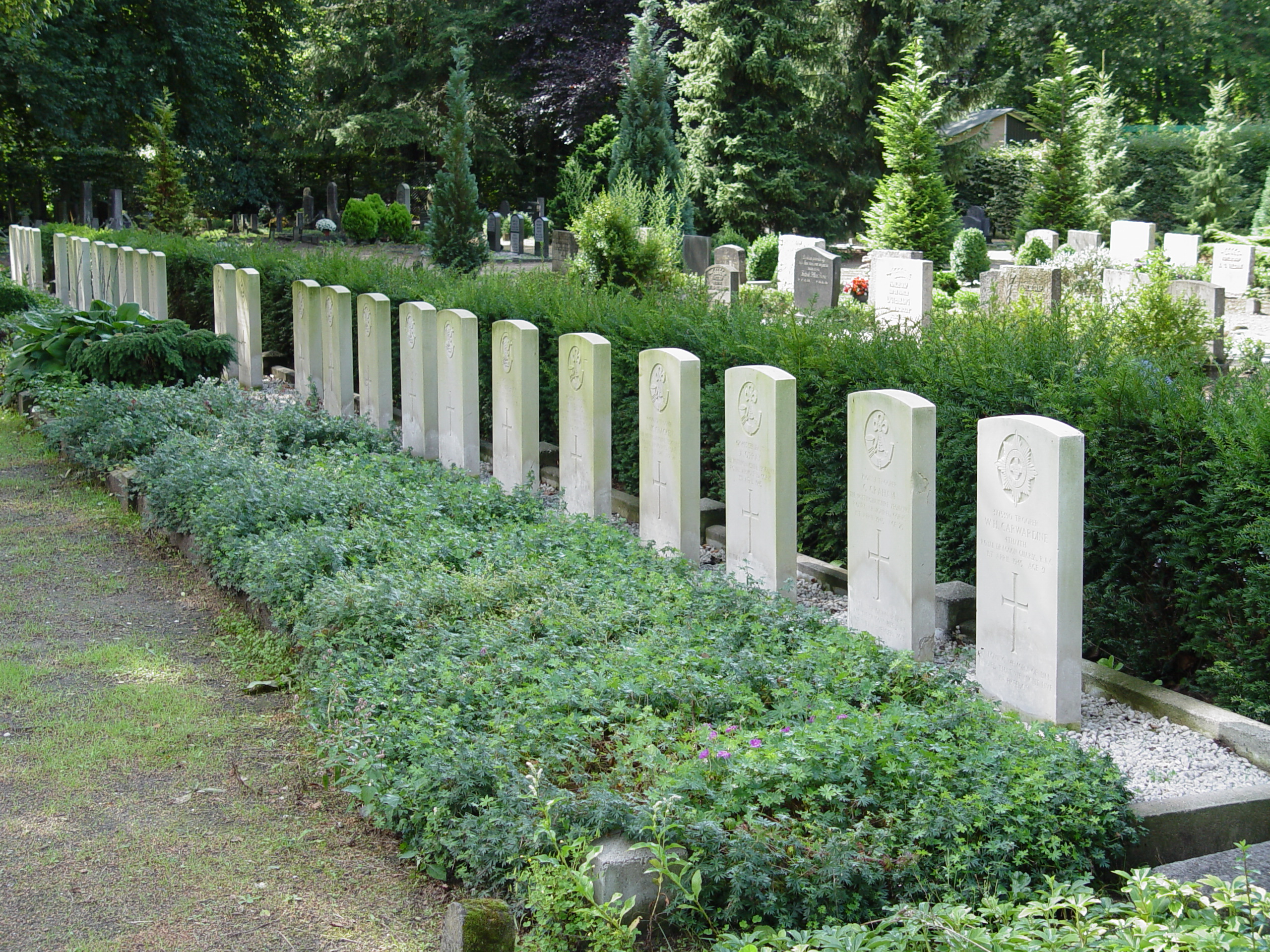
Поховання британських вояків у Бархемі